# L-イドン酸-5-デヒドロゲナーゼ
L-イドン酸-5-デヒドロゲナーゼ（L-idonate 5-dehydrogenase）は、次の化学反応を触媒する酸化還元酵素である。
L-イドン酸 + NAD(P)+ {\displaystyle \rightleftharpoons } 5-デヒドログルコン酸 + NAD(P)H + H+
反応式の通り、この酵素の基質はL-イドン酸とNAD(P)+、生成物は5-デヒドログルコン酸とNAD(P)HとH+である。
組織名はL-idonate:NAD(P)+ oxidoreductaseである。